# Livor mortis
Il livor mortis (o ipostasi cadaverica, dal latino livor: lividità) è la decolorazione del corpo dopo la morte a causa della stasi del sangue non più pompato dal cuore, che per gravità filtra lentamente verso il basso attraverso i tessuti. Quando il sangue raggiunge la pelle, nella parte inferiore del cadavere si formano delle macchie di colore variabile dal rosa al rosso, al marrone violaceo fino al nero, dette macchie ipostatiche, che indicano la posizione in cui si è trovato il cadavere dopo la morte.
Il livor mortis è solitamente visibile a partire approssimativamente un'ora dopo la morte e spesso in anticipo, intorno ai 20-30 minuti dopo la morte. Il fenomeno cresce di intensità fino a fissarsi in 8-10 ore. Se il corpo viene mosso in questo periodo, il conteggio delle ore ricomincia a causa dello spostamento del sangue (ancora liquido). Le macchie ipostatiche cambiano posizione secondo quella del cadavere: la comparsa delle macchie è progressiva, quindi secondo l'intensità di queste è possibile determinare gli spostamenti del corpo: le macchie più chiare indicano la posizione originaria, quelle più scure la posizione finale. 
Alcuni individui deceduti a causa di alcune malattie naturali che causano un arresto cardiaco, presentano intense congestioni sulla testa, sul collo, sulle spalle e sulla parte superiore della cassa toracica: queste congestioni appaiono simili al livor mortis tranne per il fatto che non sono confinate in aree dipendenti: simili effetti sono stati riscontrati con soggetti deceduti per asfissia meccanica. Raramente, il livor può essere osservato in soggetti viventi che presentano seri disturbi cardiovascolari.

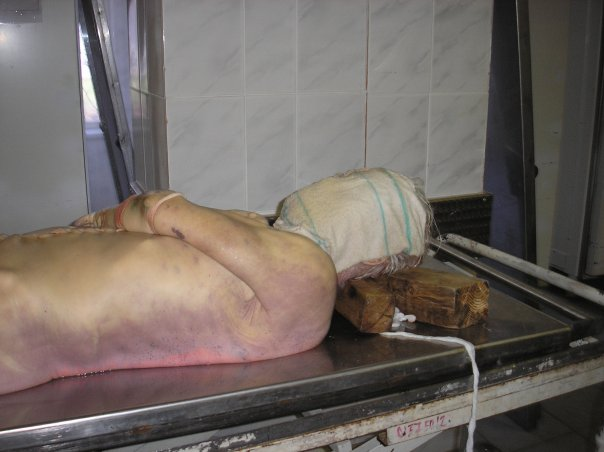
Le macchie ipostatiche sono ben visibili

La formazione delle macchie ipostatiche può essere ostacolata da eventuali oggetti che creano una pressione maggiore sul corpo: questi, facendo pressione sulla pelle, non permettono l'entrata del sangue dovuta alla forza di gravità nei capillari sanguigni del derma; per esempio in alcuni corpi trovati a terra si possono notare i segni delle mattonelle. Questi segni possono risultare utili in medicina legale per fornire agli investigatori indicazioni sulla precisa posizione originaria del corpo ed il luogo in cui si trovava, nel caso sia stato spostato dopo il decesso.
La lividità ha colore bianco o bianco-giallastro nei cadaveri di persone di pelle bianca, mentre nei cadaveri di persone di colore assume un colore marrone-grigiastro. Le macchie ipostatiche invece tendono ad un color porpora-violaceo in soggetti aventi pelle chiara, nera in soggetti aventi la pelle scura. Le persone morte in seguito ad una grave perdita di sangue o che erano gravemente anemiche non presentano livor, perché la quantità di emoglobina contenuta nel sistema vascolare era troppo bassa.
In alcuni casi, il livor mortis può apparire in colori insoliti:
- I deceduti per avvelenamento da monossido di carbonio o da cianuro e per ipotermia presentano macchie ipostatiche di colore rosa-rosso. Simile colorazione si trova in cadaveri in cui il processo del livor è interrotto dal congelamento del corpo. Solitamente nelle autopsie il livor si riscontra di questo colore, perché il corpo è stato conservato prima dell'esame nei frigoriferi dell'obitorio. Raramente, specialmente nei neonati, il livor può essere completamente rosso sempre dopo la conservazione nei frigoriferi dell'obitorio.
- Una lividità marrone è stata riscontrata in defunti morti per avvelenamento da clorato di potassio o da pirobenzene.

Le macchie ipostatiche cambiano colore al variare dello stadio di decomposizione: includendo combinazioni di colore rosso, verde, marrone e nero.
La formazione delle macchie ipostatiche segue una evoluzione cronologica. Nella formazione delle ipostasi possiamo distinguere tre fasi: migrazione; fissità relativa e fissità assoluta.